# Grob G 850 Strato 2C
O Grob Strato 2C foi um avião alemão experimental de pesquisas em alta altitude. Motorizado com dois motores a pistão turboalimentados e com uma asa extremamente longa, construída de materiais compósitos, apenas uma unidade foi construída na década de 1990, mas abandonado apesar de bater o recorde mundial de altitude (para aeronaves a pistão) em seu último voo.

## Projeto e desenvolvimento
Em Abril de 1992, o Centro Aeroespacial Alemão (em alemão:  Deutsches Zentrum für Luft- und Raumfahrt e.V - DLR) iniciou um programa para desenvolver uma aeronave para pesquisas da atmosfera, estratosfera e clima. O DLR escolheu a então Grob Aerospace para projetar e construir uma aeronave para cumprir estes requisitos, baseado tanto em sua experiência na construção de aeronaves com materiais compósitos bem como o projeto bem sucedido do Egrett, com a expectativa de que a nova aeronave estivesse operacional em 1996.
Afim de cumprir o requisito de operar em uma altitude de 24.000 m (78.700 ft) por 48 horas, a Grob projetou um avião bimotor com uma asa reta e de alongamento muito alto, com 56,5 m (185 ft 4½ in) de envergadura. A asa era equipada com winglets e eram montados no topo da fuselagem que terminava em uma configuração de Cauda em V. A aeronave foi projetada para ser tripulada por dois pilotos e poderia acomodar dois cientistas e equipamento associado da missão em uma cabine pressurizada. Uma galley, local para descanso e um banheiro também foram instalados.
Diferente do Egrett, que era motorizado com um único motor turboélice, o Strato utilizava dois motores na configuração por impulsão montados na asa, sendo turboalimentados com o gerador de gás de um motor turboélice PW127 para fornecer uma fonte constante de ar pressurizado no motor a pistão, auxiliando a manter a potência do motor em altas altitudes. Each engine drove a 6 m (19 ft 8 in) diameter five-bladed propeller.
A construção da célula foi iniciada em Novembro de 1992 e finalizada em 1994, quando foi iniciada a instalação dos motores.

## Histórico operacional
O protótipo voou pela primeira vez em 31 de Março de 1995. Os custos aumentaram, no entanto, o protótipo, que se destinava a uma aeronave para provar o conceito com equipamentos e uma estrutura de asa mais pesada do que o planejado para a aeronave de produção, foi entregue atrasada e não atingiu o desempenho esperado. Apesar de bater o recorde mundial de altitude para aeronave a pistão tripulada de 18.552 m (60.897 ft) em 4 de Agosto de 1995, em seu 29º e último voo, o programa foi cancelado pela DLR em 1996.